# Pseudoplesiops annae
Pseudoplesiops annae är en fiskart som först beskrevs av Weber, 1913.  Pseudoplesiops annae ingår i släktet Pseudoplesiops och familjen Pseudochromidae. Inga underarter finns listade i Catalogue of Life.